# 太平镇 (阳山县)
太平镇，是中华人民共和国广东省清远市阳山县下辖的一个乡镇级行政单位。2020年人口24866人。

## 行政区划
太平镇下辖以下地区：
太平村、毛崀村、龙塘村、大城村、杏塘村、清水村、围龙村、沙陂村、田庄村、大清村、白莲村和湖洞村。